# Anommatus paradoxus
Anommatus paradoxus is een keversoort uit de familie knotshoutkevers (Bothrideridae). De wetenschappelijke naam van de soort werd in 1913 gepubliceerd door Josef Breit.